# Peter Friedhofen

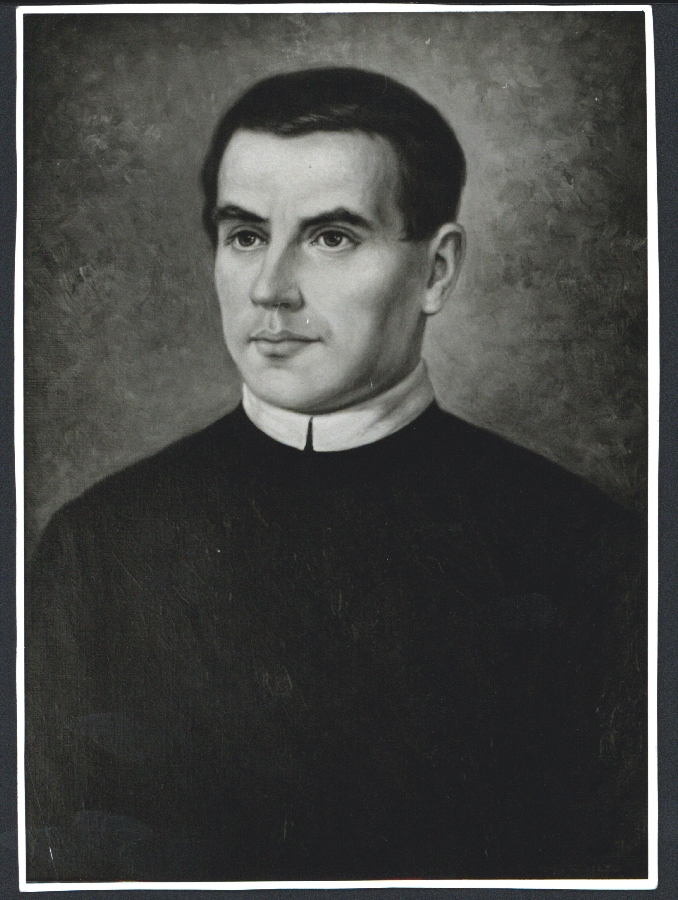
Bruder Peter Friedhofen (1819–1860)

Peter Friedhofen (* 25. Februar 1819 in Weitersburg; † 21. Dezember 1860 in Koblenz) war der Gründer der Barmherzigen Brüder von Maria-Hilf. Er ist ein Seliger der römisch-katholischen Kirche.

## Leben
Peter Friedhofen wuchs auf einem Bauernhof auf. Er verlor schon mit eineinhalb Jahren seinen Vater. Als er neun Jahre alt war, starb auch seine Mutter. Ein Bruder war noch vor der Geburt Peter Friedhofens verstorben. Als Waise mussten er und seine fünf Geschwister Not und Entbehrungen erleiden. Nach Abschluss der Volksschule begann er bei seinem älteren Bruder Jakob eine Lehre als Kaminfeger, war drei Jahre als Schornsteinfegergeselle auf Wanderschaft und übte sein Handwerk zuerst in Ahrweiler und ab 1842 als Kaminfegermeister in Vallendar aus. Als sein Bruder Jakob starb, übernahm er die Versorgung der Witwe und ihrer elf Kinder, bis er einsehen musste, dass weder seine Kräfte – ein Lungenleiden machte ihm zu schaffen – noch seine Geldmittel den daraus erwachsenden Anforderungen genügen konnten.
Schon in jungen Jahren drängte es Friedhofen zum Apostolat. Der Frömmigkeit der Zeit entsprechend fand dieses Verlangen einen Ausdruck in den Aloisiusbruderschaften. Eine Begegnung mit dem Priester Adolph Kolping ermutigte Friedhofen, eine solche Brüdergemeinschaft zu gründen. Dies geschah, in mehreren Pfarreien schlossen sich junge Männer an. Friedhofen gab ihnen eine Regel, die der Bischof von Trier guthieß.

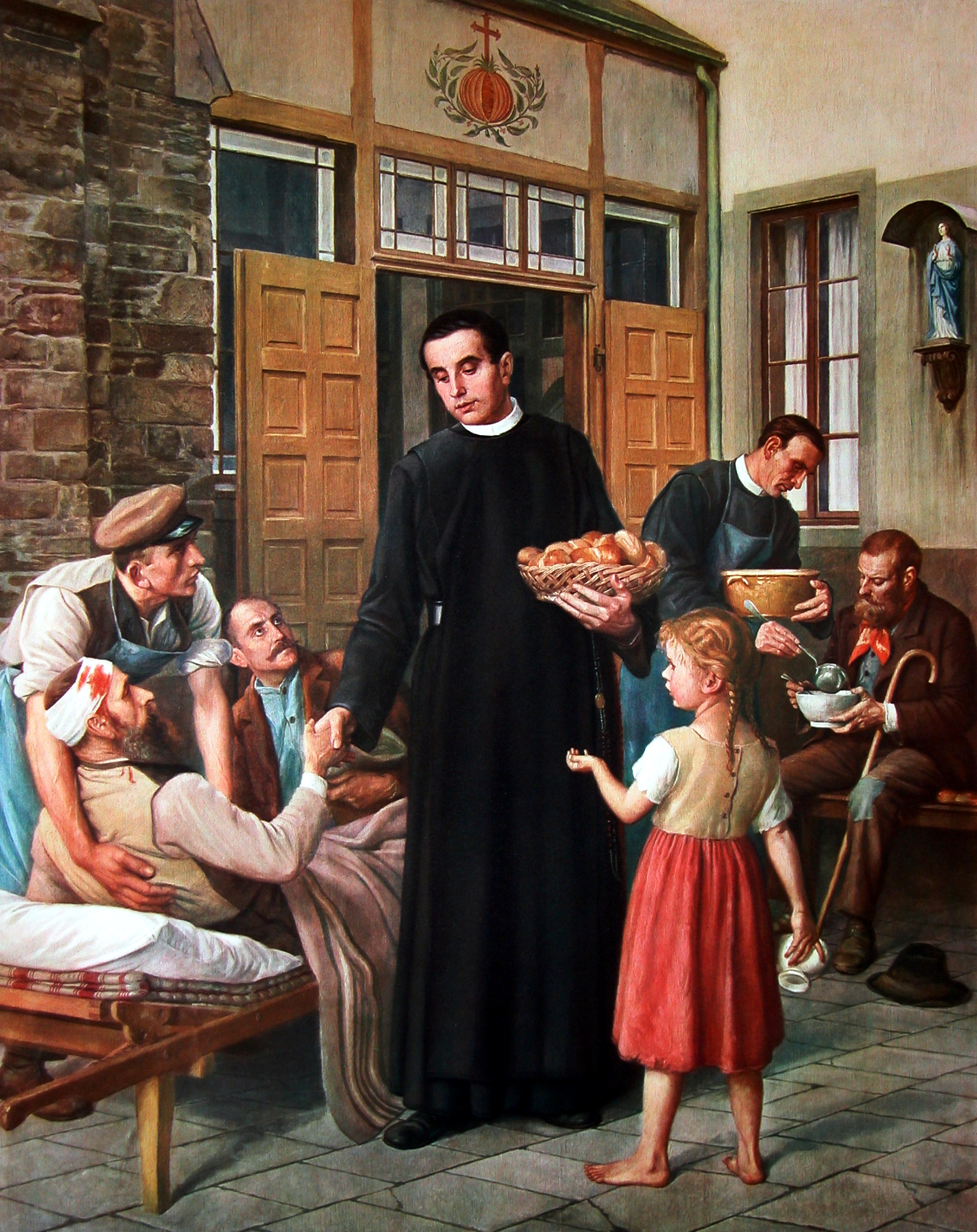
Der selige Bruder Peter Friedhofen

Doch dieses Jugendapostolat genügte ihm noch nicht. Als Wandergeselle und später als Handwerksmeister kam er mit zahlreichen Menschen in Berührung und lernte dabei viel Not und Verlassenheit, vor allem bei Kranken, kennen. Die Liebe zu Hilflosen, Kranken und Leidenden drängte ihn immer mehr, sich mit seiner ganzen Person für sie einzusetzen. Damit ging Hand in Hand der Wunsch, sein Leben unwiderruflich dem Herrn zu weihen und Gleichgesinnte als „Barmherzige Brüder“ um sich zu sammeln. „Um alles noch recht gut zu lernen“, wollte er einige Monate in ein anderes Kloster gehen. Er bat den Bischof, ihm ein solches zu vermitteln.
Bischof Wilhelm Arnoldi begrüßte den Plan, „die Barmherzigen Brüder“ für die Krankenpflege in seiner Diözese zu begründen. Er empfahl Friedhofen, sich an den Alexianerbrüdern in Aachen, Köln oder Neuss zu orientieren. Friedhofen fühlte sich aber nicht berufen, die alten Orden neu aufblühen zu lassen. Seine Berufung war es, „neues Feuer, neuen Geist und neue Triebe“ zu entfachen. In dieser Zeit lernte er die Schwierigkeiten kennen, die oft mit einer Klostergründung verbunden sind. Der Bau des Klosters stockte, es war Winter, und er hatte kein Geld, um die vollendeten Arbeiten zu bezahlen. Ein Besuch bei Katharina Kasper in Dernbach, der Stifterin der (späteren) Kongregation „Arme Dienstmägde Jesu Christi“, gab ihm neuen Mut.
Nun unterbreitete Friedhofen dem bischöflichen Sekretär Liehs sein Vorhaben, eine eigenständige Gründung vorzunehmen. Dabei betonte er aber seine Bereitschaft, sich ganz dem bischöflichen Willen zu fügen. Wenige Tage später erfolgte die Antwort aus Trier. Der Bischof war mit Friedhofens Plan einverstanden. Er ermunterte den Gründer, sein Haus weiterzubauen und die Krankenpflege zu erlernen. Friedhofen machte sich nun doch mit dem Gedanken vertraut, bei den Alexianern in Aachen sein Noviziat zu beginnen. Er war bereit, die Regel des heiligen Augustinus und die Satzungen der Alexianer zu übernehmen. Aber es sollte eine neue, unabhängige Gründung werden. Bald zog Friedhofen mit seinem ersten Mitbruder Karl Marchand nach Aachen ins Noviziat.
Der 21. Juni 1850 brachte die Bestätigung der neuen Brüdergemeinschaft: „Dem Peter Friedhofen aus Ahrweiler, welcher in den Orden der Barmherzigen Brüder von Johannes von Gott treten will, um denselben, wenn es der göttlichen Vorsehung gefiele, in die Diözese Trier als eine neue Pflanzung zu übertragen und zu diesem Zweck das Noviziat oder Prüfungsjahr in dem Kloster der Alexianer zu Aachen beginnen soll, bezeuge ich durch sein Ersuchen, dass ich sein Vorhaben, welches mir bekannt ist, billige und gutheiße und ihm unter Erteilung meines bischöflichen Segens die Gnade des Himmels zu dessen Ausführung wünsche, damit dieses gottselige Werk zur Ehre Gottes und zum Heil der Seele begründet werden möge.“
Am 13. Juli 1850 reiste Friedhofen mit Marchand nach Aachen. Hier spürte er die Folgen der französischen Gesetzgebung: ewige Gelübde waren verboten, eine Verpflichtung zur Armut war nicht mehr möglich. Die städtische Armenverwaltung betreute das Klostervermögen und hatte ein Mitspracherecht bei der Aufnahme neuer Ordenskandidaten. Brüder, die in der Hauskrankenpflege beschäftigt waren, zogen die Gebühren ein und führten eine persönliche Kasse, weil sie selbst für ihren Lebensunterhalt sorgen mussten. Friedhofen empfand das als Widerspruch zu seiner Berufung und seiner Erfahrung. „Wir haben uns gewählt Jesus Christus, den Gekreuzigten; ihm haben wir uns geschenkt und alles, was wir hatten. Nichts haben wir ihm vorenthalten. Und Jesus, unser Heiland, hat sich uns geschenkt, denn wir fühlen es in unserem Innern.“

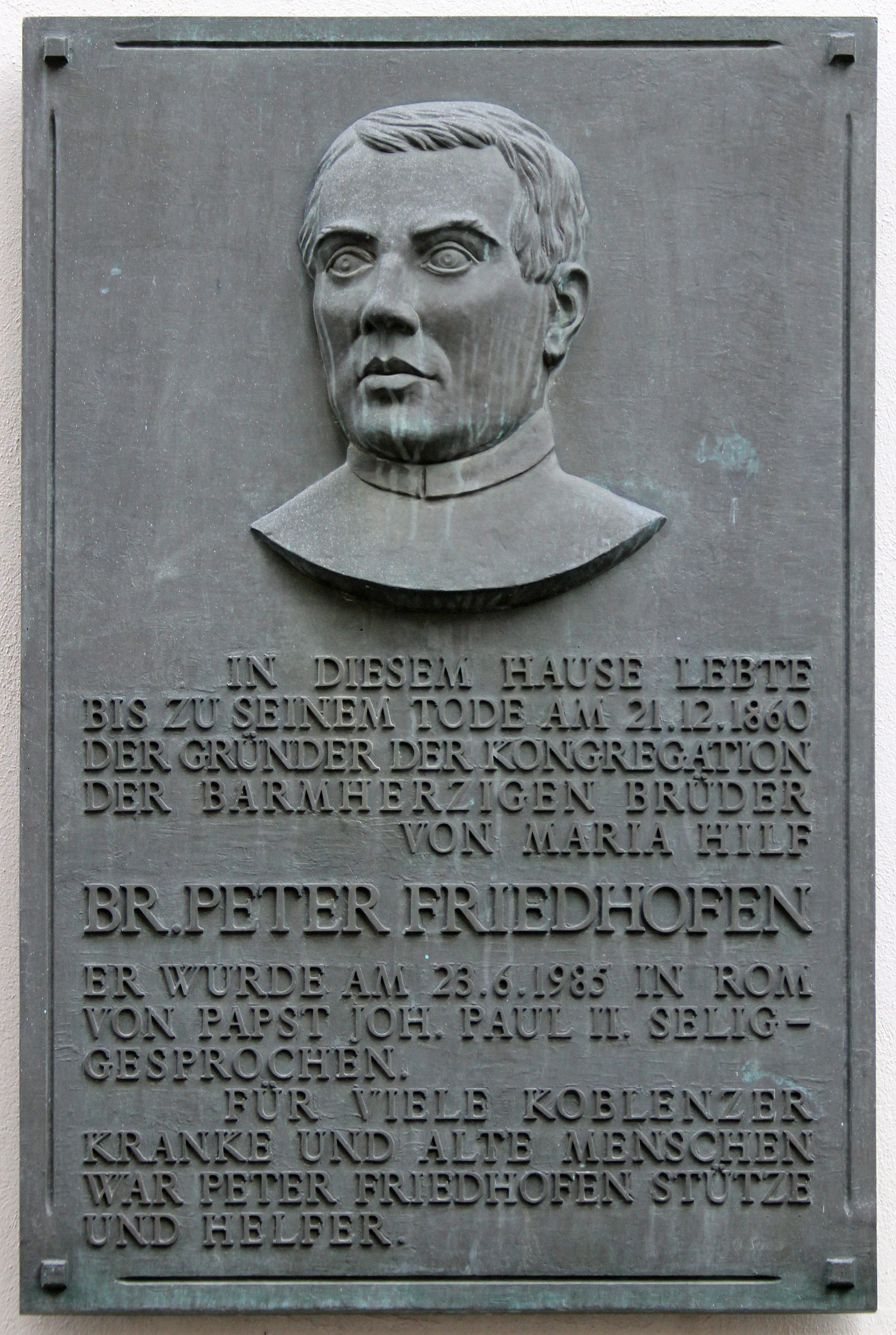
Gedenktafel in Erinnerung an Peter Friedhofen in Koblenz
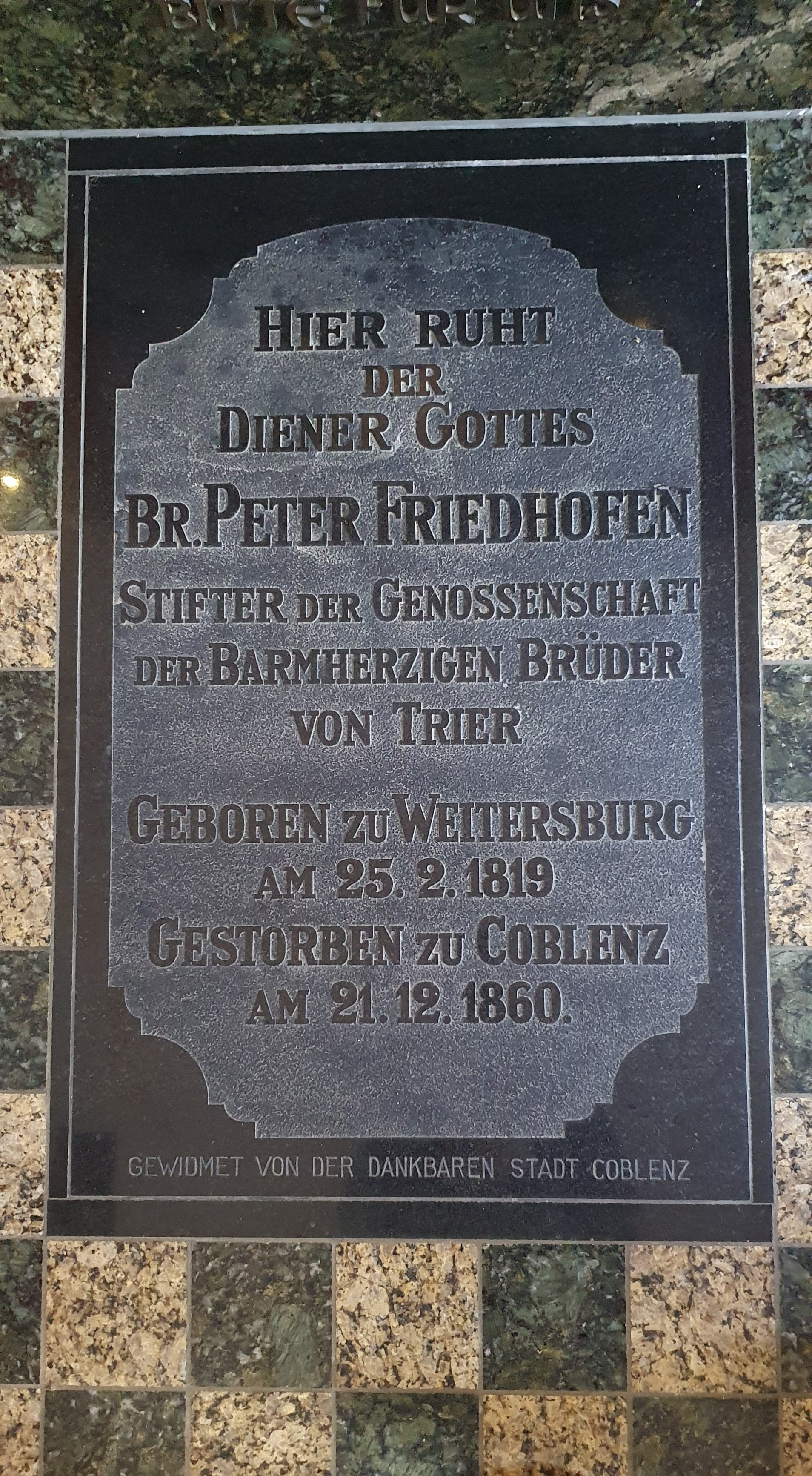
Grabplatte in der Maria-Hilf-Kapelle in Trier

Doch im Übrigen fanden die beiden Novizen bei den Alexianern in Aachen gute und ehrbare Menschen. Für ihren Krankenpflegeberuf konnten sie viel von ihnen lernen. „Hauptsächlich hab ich mir die Einrichtung des Hospitals ins Auge gefasst“ schreibt Friedhofen, „wie die Betten zugerichtet sind, wie die Kranken bei Abnahme und Zunahme der Krankheit gepflegt werden, die Zeichen des Rückganges und des Todes. Ich hab mir’s aufgeschrieben, wie sorglich die Kranken bei der Genesung in Acht genommen werden im Essen und Trinken. Ich hab mir’s ins Auge gefasst, wie die Kranken sterben, wie man ihnen im Tode beisteht… Ich habe gelernt die Wundkranken zu bedienen, die Pflaster verschiedenartig zurechtzumachen und die Wunden zu verbinden. Ich half, Schultern ineinander setzen, wie auch Bein- und Armbrüche zu verbinden, Bäder machen und so fort.“
Im November 1850 war es so weit, dass Friedhofen mit seinen Gefährten in Weitersburg einziehen konnte. Auf dem Haus lastete eine große Bürde: nicht bezahlt, er hatte kein Bargeld, und der Ort war für die Pflege ungünstig. Friedhofen musste nun die Konsequenzen ziehen: Nur eine größere Stadt bot die Voraussetzungen für die Aufgaben der Brüder. So zog die kleine Schar nach Koblenz.
Der junge Pfarrer der dortigen Liebfrauengemeinde, Philipp de Lorenzi, wurde nun Kommissar der Gemeinschaft. Er nahm sich der Neugründung tatkräftig an. Er empfahl die Brüder den Koblenzer Ärzten. Die Oberin des Bürgerhospitals bot sich an, die Novizen für ihre zukünftige Tätigkeit auszubilden. Bald aber musste Friedhofen feststellen, dass die ambulante Krankenpflege ein Gemeinschaftsleben der Brüder kaum ermöglichte und dass die Gemeinschaft in ihrer geistlichen Substanz gefährdet war. Darum versuchte er, ein eigenes Haus zu finden, das Pensionäre und Kranke aufnehmen würde. „Dann könnte ein wahrer Klostergeist eingeführt werden, weil die Brüder dann bald in der Stadt und dann wieder im Kloster abwechseln können“.
Der 25. März 1851 wurde für die junge Gemeinschaft zum ersten Meilenstein. In der Sakristei der Koblenzer Liebfrauenkirche erhielten Friedhofen und zwei seiner Gefährten die Ordenskleidung. Nun trat die Gemeinschaft auch durch ein äußeres Zeichen in die Öffentlichkeit. Das Vertrauen der Bevölkerung und der Ärzte zu dieser neuen Gemeinschaft nahm zu, das Werk wuchs. Es fand auch die Anerkennung der damaligen Kronprinzessin von Preußen und späteren Kaiserin Augusta, die von 1850 bis 1857 mit ihrem Mann, dem späteren Kaiser Wilhelm I. im Koblenzer Schloss residierte. Dieser war 1849 von seinem Vater – König Friedrich Wilhelm IV. – zum  Militärgouverneur der Rheinprovinz und der Provinz Westfalen ernannt worden. Auch die Mitgliederzahl der Gemeinschaft stieg. Am 14. März 1852 nahm Pfarrer de Lorenzi unter großer Anteilnahme der Bevölkerung die feierlichen Gelübde von Friedhofen und einem Mitbruder entgegen, zwei Aspiranten wurden eingekleidet. So ging in Erfüllung, was Friedhofen immer wieder erfahren durfte: „Wie groß war manchmal meine Angst, als ich so häufige Widersprüche erdulden musste, als fast alle mich verlassen hatten. Wie sind mir die Tränen geronnen. Aber der liebe Gott und meine liebste Mutter Gottes haben mir geholfen, der Sieg hat sich auf meine Seite geneigt“.
1853 kamen die ersten Brüder auf Bitten des Bischofs nach Trier. Bald erfolgten auch Gründungen im Ausland. Das bedeutete ein großes Maß an Mehrarbeit für den Gründer. Die Lungentuberkulose zehrte immer mehr an seinen Kräften. So legte Friedhofen seine ganze Kraft in die religiöse Prägung seiner Brüder. Vor allem legte er ihnen eindringlich den Geist der Armut ans Herz. Die Krankheit schritt rasch voran, und der 41-Jährige starb nach sechswöchigem Krankenlager am 21. Dezember 1860. Die Gemeinschaft zählte damals schon 44 Brüder.

## Gedenken und Seligsprechung
1928 wurden die Gebeine Peter Friedhofens von Koblenz nach Trier überführt. Sie wurden in der Maria-Hilf-Kapelle im Garten des neuen Brüderkrankenhauses beigesetzt.
Peter Friedhofen wurde 1985 von Papst Johannes Paul II. seliggesprochen.
Die am ersten Mutterhaus des Ordens in der Koblenzer Altstadt 1854 erbaute Kapelle wurde nach ihrem Gründer Peter-Friedhofen-Kapelle benannt. Anfang 2015 wurde eine Statue Friedhofens gemeinsam mit den Porträts zweier anderer Seliger aus dem Bistum Trier im Westchor des Trierer Domes aufgestellt.
An Peter Friedhofen erinnern unter anderem:
- ein Denkmal in der Ortsmitte von Weitersburg[3]
- die Peter-Friedhofen-Grundschule in Weitersburg
- das Peter-Friedhofen-Haus neben dem Obertor in Ahrweiler, in dem er einst wohnte und wo sich alle zwei Jahre die Mitglieder der Schornsteinfeger-Innung Koblenz treffen
- der Peter-Friedhofen-Wanderweg in Zemmer[4]
- Peter-Friedhofen-Straßen in Kleinblittersdorf-Rilchingen-Hanweiler, Bad Neuenahr-Ahrweiler, Koblenz und Trier

Außerdem sind mehrere Einrichtungen der Barmherzigen Brüder von Maria-Hilf nach dem Ordensgründer benannt.

## Schriften
- „Neues Feuer“. Peter Friedhofen. Schriften und Briefwechsel. 1819–1860. Herausgegeben vom Generalat der Kongregation der Barmherzigen Brüder von Maria-Hilf. Paulinus-Verlag, Trier 1953.
- Mein geistliches Leben. Bearbeitet von Urban Bernheine. Johannes-Verlag, Leutesdorf, 1982, ISBN 3-7794-0833-3.